# تاغ هوير
شركة تاغ هوير ش.م.  ((بالإنجليزية: TAG Heuer )‏) هي شركة تصنيع سويسرية تقوم بتصميم وتصنيع وتسويق الساعات والأزياء والإكسسوارات وكذلك النظارات والهواتف النقالة بموجب ترخيص من قبل شركات أخرى وتحمل اسم تاغ هوير العلامة التجارية.
تأسست في عام 1860 من قبل إدوارد هوير في سانت امير بسويسرا. إستحوذت مجموعة تاغ في عام 1985 على حصة الأغلبية في الشركة، وبذلك تشكلت الشركة بهوية تاغ هوير. وفي عام 1999 استحوض تكتل أل في أم أش الفرنسي للسلع الفاخرة على ما يقرب من 100 في المئة من الشركة السويسرية.